# Christoph Cellarius
Christoph Cellarius, född 22 november 1638, död 4 juni 1707, var en tysk polyhistor.
Cellarius blev professor i Halle i historia och retorik 1693. Cellarius författade bland annat en världshistoria i tre delar (Historia antiqua 1685, Historia medii ævi 1698, samt Historia nova 1696), en historia över antiken, Notitia orbis antiqui (2 band, 1701–1706), en latinsk grammatik (svenska översättningar 1730, 1757 och 1801), samt nedlade med ett flertal latinska disputationer vetande inom en rad olika discipliner.